# Joaquín Arias
Joaquín Arias Blanco (* 12. November 1914 in der Region Asturien, Spanien; † unbekannt) war ein kubanischer Fußballspieler.

## Karriere

### Vereine
Arias spielte in den 1930er Jahren Juventud Asturiana in der Campeonato Nacional de Fútbol de Cuba, der höchsten Spielklasse im kubanischen Fußball.

### Nationalmannschaft
Nachdem die Nationalmannschaft Kubas in der Qualifikation für die Weltmeisterschaft 1934 in Italien in der Gruppe 11, für Nord- und Mittelamerika an der Nationalmannschaft Mexikos  in der Runde 2 gescheitert war, ereilte Arias und seine Mannschaft das Glück – ohne ein Qualifikationsspiel bestritten zu haben – das erste Mal bei einer Weltmeisterschaft vertreten zu sein. Die US-amerikanische Nationalmannschaft, Mitbewerber in Gruppe A, verzichtete auf eine Spielaustragung gegen Kuba, sowie alle vier Nationalmannschaften, die in Gruppe B gesetzt waren. Zum Aufgebot für die WM-Endrunde gehörend, kam Arias in drei Turnierspielen zum Einsatz. Im Achtelfinale, das mit 3:3 unentschieden gegen die Nationalmannschaft Rumäniens endete und im Wiederholungsspiel, das mit 2:1 gewonnen wurde, wie auch bei der 0:8-Niederlage gegen die kampflos und somit entspannt ins Viertelfinale gelangte Nationalmannschaft Schwedens.

## Erfolge
- Teilnehmer an der Weltmeisterschaft 1938